# José Manuel Fuente
Pour les articles homonymes, voir Fuente.
Fuente  Lavandera est un nom espagnol. Le premier nom de famille, en général paternel, est Fuente ; le second, en général maternel, souvent omis, est Lavandera.
José Manuel Fuente Lavandera est un coureur cycliste espagnol, né le 30 septembre 1945 à Limanes (commune de Siero, Asturies) et mort le 18 juillet 1996 à Oviedo, d'une pancréatite aiguë. Professionnel de 1970 à 1976, il a remporté le Tour d'Espagne en 1972 et 1974.

## Biographie
Pur grimpeur, surnommé el Tarangu, Fuente se distingue surtout dans les courses à étapes. Il a ainsi remporté quatre fois le Grand Prix de la montagne du Tour d'Italie et une fois celui du Tour d'Espagne. Il a la particularité d'avoir remporté des étapes et d'être monté sur le podium des trois grands tours.
Après quelques résultats convaincants comme sa victoire dans le Tour de Tarragone 1969, il passe professionnel l'année suivante, dans la petite équipe Karpy. Il réalise un bon Tour d'Espagne, en terminant 16e et vainqueur du classement des néo-professionnels. Sa cinquième place dans le Tour des Asturies, assortie du classement par points, et sa victoire dans la dernière étape du Tour de Catalogne achèvent de convaincre les dirigeants de l'équipe KAS de l'enrôler. Cette formation est la plus grosse structure en Espagne et une des plus fortes au monde. 
Fuente se présente au départ du Tour d'Espagne 1971 avec de solides ambitions, mais il le traverse de manière anonyme et échoue à la 54e place finale. La légende du coureur prend sa source dans le Tour d'Italie 1971. Bien que finissant seulement 39e au classement général final, il remporte une difficile étape de montagne qui arrivait à Pian del Falco di Sestola. De plus, il s'applique à grappiller des points dans les différents cols du Giro, ce qui lui permet de décrocher son premier classement du meilleur grimpeur. Il participe à son troisième grand tour de l'année, et ce à moins de 25 ans, puisque les dirigeants de l'équipe l'alignent au départ du Tour de France 1971. À Orcières-Merlette, il est mis hors délais comme 68 autres coureurs par l'exploit de Luis Ocaña. Repêché, il remporte, quelques jours plus tard, l'étape pyrénéenne de Luchon, après une échappée solitaire. Il s'impose de nouveau, le lendemain, dans une autre étape de montagne arrivant à Superbagnères.
Il connaît la consécration en remportant le Tour d'Espagne 1972, alors qu'il n'était au départ que l'équipier de Miguel María Lasa et de Domingo Perurena. Lors de la 12e étape, il réalise l'exploit de sa carrière. Parti dès les premiers kilomètres, d'abord pour défendre le maillot jaune de son coéquipier Perurena, il s'en va seul pour s'imposer en solitaire avec neuf minutes d'avance sur le peloton des leaders. Son avance est telle qu'il remporte cette Vuelta, avec en prime le classement du meilleur grimpeur, malgré les attaques de Agustín Tamames. Lors du Tour d'Italie 1972, il se présente comme le principal rival d'Eddy Merckx. Dès le quatrième jour, il remporte une demi-étape qui arrive en altitude dans les Apennins. Il arrive avec deux minutes d'avance sur le Belge et s'empare du maillot rose. Toutefois, il perd le maillot trois jours plus tard sur une attaque de Merckx et de Gösta Pettersson, dans la région calabraise. Il gagne encore une étape au col du Stelvio, s'adjugeant pour la deuxième année consécutive le Grand Prix de la montagne. Il termine deuxième à cinq minutes d'Eddy Merckx, en ayant porté le maillot rose sur quatre étapes. 
Il se présente sur le Tour d'Italie 1973, en ayant fait l'impasse sur le Tour d'Espagne. Eddy Merckx y est dominateur, Fuente en moindre condition, s'impose, tout de même, lors de la dernière étape de montagne grâce à une échappée solitaire. Il termine huitième et vainqueur du classement du meilleur grimpeur. Il s'engage au Tour de Suisse pour préparer le Tour de France. Il y remporte deux étapes de montagne, termine deuxième d'un contre-la-montre en côte et s'impose au classement général final. En l'absence d'Eddy Merckx, il est le principal adversaire de Luis Ocaña sur le Tour 73. Considéré comme le meilleur grimpeur du monde, Ocaña lance une attaque, longuement préméditée, sur les secteurs pavés de l'étape Roubaix-Reims, pour l'éliminer. Fuente perd plus de sept minutes sur son adversaire. La 8e étape, de haute montagne, est le tournant du Tour. Ocaña montre qu'il est le plus fort. Fuente attaque dans le col du Télégraphe. Seuls sept hommes restent en tête, puis dans la montée du col du Galibier, il n'y a plus que Fuente qui reste avec Ocaña. Dans le col de l'Izoard, il ne le relaie plus. Fuente change de roue et doit laisser partir Ocaña qui dans la montée vers la station de Les Orres, le contient. Fuente finit à 58 secondes, le troisième à près de sept minutes. José Manuel se trouve alors deuxième mais à neuf minutes. Thévenet lui subtilise la deuxième marche du podium dans les Pyrénées. Fuente finit toutefois troisième et monte, ainsi, en à peine deux ans, sur les trois podiums des grands tours. Il faudra attendre Miguel Indurain pour qu'un autre Espagnol en fasse de même. 
Au départ de la Vuelta 1974, le podium du Tour 1973 est réuni. Fuente remporte la première étape de montagne. Le lendemain, il dépossède son coéquipier Perurena du maillot de leader, dans un contre-la-montre en côte. Puis, il gagne l'étape au sommet du Monte Naranco. Le lendemain Ocaña est retardé sur incident mécanique et la course semble jouée tant Fuente domine ses adversaires en montagne. Mais il est victime d'une chute lors de la 18e et avant-dernière étape qui l'affaiblit en vue du dernier contre-la-montre. Il résiste bien à Ocaña et à Lasa mais son principal adversaire, le Portugais Joaquim Agostinho, parvient à lui reprendre plus de deux minutes sur cette étape. Pourtant ça sera insuffisant et Fuente remporte son second Tour d'Espagne avec onze secondes d'avance, malgré des piètres qualités de rouleur et ses blessures. Il se présente au Tour d'Italie 1974 face à Eddy Merckx. Il gagne la 3e étape et s'empare du maillot de leader. Puis lors des deux étapes de montagne suivantes, il remporte ses deuxième et troisième victoires. Merckx ne s'avoue pas vaincu et lui reprend trois minutes lors du premier contre-la-montre, Fuente garde le maillot. Le lendemain, lors d'une étape de plaine, le Belge attaque Fuente, qui victime d'une fringale, termine à six minutes du peloton. Il perd le maillot rose. Il remporte encore deux étapes, laisse à son coéquipier Santiago Lazcano, la 17e étape et s'adjuge pour la quatrième année d'affilée le trophée du meilleur grimpeur. En terminant cinquième du classement général final à moins de trois minutes trente de Merckx, on mesure l'importance de sa fringale dans la 13e étape. Il était un des rares à pouvoir contester l'hégémonie d'Eddy Merckx. Avant l'arrivée de Miguel Indurain, il était l'Espagnol qui avait passé le plus de jours en rose sur le Tour d'Italie (4 en 1972 et 14 en 1974).
Lors du Tour d'Espagne 1975, il doit abandonner l'épreuve pour une infection rénale et mettre entre parenthèses sa carrière. Cette infection l'obligera, jusqu'à sa mort, à se soumettre à des séances d'hémodialyse. Un an plus tard, son ami Felice Gimondi l'invite à intégrer son équipe, la "Bianchi". Malgré une victoire d'étape dans le Tour des vallées minières, sa méforme persiste et il abandonne l'équipe et le cyclisme en juin. 
En 1988, désormais propriétaire d'une boutique de cycles à Oviedo, il crée l'équipe cycliste CLAS-Cajastur. En 1995, à l'occasion de l'arrivée de la Vuelta à Oviedo, le monde cycliste lui a rendu hommage, Merckx, Gimondi et Thévenet étaient présents. Marié, père de trois enfants, il subit une transplantation rénale en mai 1996, mais décède deux mois plus tard, après deux semaines d'hospitalisation.

## Palmarès

### Palmarès année par année
| - 1968 - GP Caboalles de Abajo - 1969 - Tour de Tarragone - 3e du Tour des Asturies - 1970 - 4 étapes du Tour du Guatemala - Classement des néo-professionnels du Tour d'Espagne - 9e étape du Tour de Catalogne - 3e du Tour des vallées minières - 1971 - Tour d'Italie : - Grand Prix de la montagne - 10e étape - 14e et 15e étapes du Tour de France - 1972 - Tour d'Espagne : - Classement général - Grand Prix de la montagne - Classement du combiné - 12e étape - Tour d'Italie : - Grand Prix de la montagne - 4ea et 17e étapes - Prologue du Tour de Catalogne (contre-la-montre par équipes) - 2e du Tour d'Italie - 3e du Grand Prix de l'Industrie de Belmonte Piceno - 6e du Super Prestige Pernod | - 1973 - Tour d'Italie : - Grand Prix de la montagne - 19e étape - Tour de Suisse : - Classement général - 4e et 5e étapes - 2e du Tour du Levant - 3e du Tour de France - 8e du Tour d'Italie - 1974 - Tour d'Espagne : - Classement général - 8eb (contre-la-montre par équipes), 9e et 13e étapes - Tour d'Italie : - Grand Prix de la montagne - 3e, 9e, 11ea, 16e et 20e étapes - 5e du Tour d'Italie - 1976 - 3ea étape du Tour des vallées minières |  |

### Résultats sur les grands tours

#### Tour de France
3 participations
- 1971 : 72e, vainqueur de 2 étapes
- 1973 : 3e
- 1975 : hors-délais (1reb étape)

#### Tour d'Espagne
5 participations
- 1970 : 16e, vainqueur du classement des néo-professionnels
- 1971 : 54e
- 1972 :  vainqueur final,  vainqueur du Grand Prix de la montagne,  du classement du combiné et d'une étape,  maillot jaune pendant 6 jours (dont une journée à demi-étapes)
- 1974 :  vainqueur final, vainqueur de 3 étapes,  maillot jaune pendant 10 jours (dont deux jours à demi-étapes)
- 1975 : non-partant (19e étape)

#### Tour d'Italie
4 participations
- 1971 : 39e, vainqueur du  Grand Prix de la montagne et d'une étape
- 1972 : 2e, vainqueur du  Grand Prix de la montagne et de 2 étapes,  maillot rose pendant 3 jours
- 1973 : 8e, vainqueur du  Grand Prix de la montagne et d'une étape
- 1974 : 5e,  vainqueur du Grand Prix de la montagne et de 5 étapes,  maillot rose pendant 10 jours